# Мотвани, Раджив
Раджив Мотвани (англ. Rajeev Motwani, хинди राजीव मोटवानी; 26 марта 1962, Джамму — 5 июня 2009, Атертон, Калифорния) — американский учёный индийского происхождения, профессор информатики Стэнфордского университета.

## Биография
Родился 26 марта 1962 года в г. Джамму в штате Джамму и Кашмир Индии, вырос в Нью-Дели.
В 1988 году получил степень Ph.D. по информатике в Калифорнийском университете в Беркли.
В 2001 году стал лауреатом премии Гёделя за работу над теоремой PCP в теории вычислительной сложности и её приложениями.
Благодаря его помощи и поддержке молодые Сергей Брин и Ларри Пейдж смогли создать свой поисковик Google и впоследствии стать одними из самых влиятельных людей в сфере информационных технологий.
Состоял членом правлений в нескольких стартапах Стэнфорда: Google, Kaboodle, Mimosa Systems, Adchemy, Baynote, Vuclip, NeoPath Networks (позже в Cisco Systems с 2007), Tapulous и Stanford Student Enterprises среди других.
Был членом редколлегий нескольких компьютерных журналов: SIAM Journal on Computing, Journal of Computer and System Sciences, ACM Transactions on Knowledge Discovery from Data, IEEE Transactions on Knowledge and Data Engineering.
5 июня 2009 года был найден утонувшим в бассейне собственного дома в г. Атертон, Калифорния, США.

## Личная жизнь
Раджив Мотвани был женат на Asha Jadeja, оставил двух дочерей: Naitri и Anya.

## Труды
Раджив Мотвани — соавтор двух известных учебников по теории вычислительной сложности:
- Randomized Algorithms (Cambridge University Press 1995, ISBN 978-0-521-47465-8, вместе с Prabhakar Raghavan)
- Introduction to Automata Theory, Languages, and Computation (2nd ed., Addison-Wesley, 2000, вместе с John Hopcroft и Jeffrey Ullman).

## Награды
- 2001 — Премия Гёделя
- Isao Okawa Foundation Research Award
- Arthur Sloan Research Fellowship[10]
- National Young Investigator Award (National Science Foundation)
- Distinguished Alumnus Award (IIT Kanpur)
- Bergmann Memorial Award (US-Israel Bi-National Science Foundation)
- IBM Faculty Award[11]

## Цитаты
«Какую бы технологию вы сегодня ни использовали, в ней наверняка есть частичка Раджива Мотвани» (Сергей Брин).